# فائتو
فائتو (به ایتالیایی: Faeto) یک کومونه در ایتالیا است که در استان فوجیا واقع شده‌است.

## خصوصیات
فائتو ۲۶٫۱۹ کیلومترمربع مساحت و ۷۱۹ نفر جمعیت دارد و ۸۶۶ متر بالاتر از سطح دریا واقع شده‌است.